# Paige (wrestlerka)
Saraya-Jade Bevis (ur. 17 sierpnia 1992 w Norwich w Anglii) – angielska wrestlerka i aktorka, obecnie występująca w federacji AEW pod pseudonimem ringowym Saraya. Jest dwukrotną posiadaczką WWE Divas Championship oraz inauguracyjną posiadaczką NXT Women’s Championship. Jest jedyną wrestlerką, która była w posiadaniu obu tytułów w jednym czasie.
Zadebiutowała w 2005 w wieku 13 lat dla federacji World Association of Wrestling, którą prowadzi jej rodzina, występując pod pseudonimem Britani Knight. Była w posiadaniu wielu mistrzostw w federacjach niezależnych w Europie. W 2011 podpisała kontrakt rozwojowy z WWE i występowała w rozwojowej federacji Florida Championship Wrestling (FCW) i rozwojowym brandzie NXT. Zadebiutowała w głównym rosterze w kwietniu 2014, gdzie w debiutanckim pojedynku zdobyła Divas Championship i stała się najmłodszą posiadaczką tytułu mając 21 lat. W 2022 roku podpisała kontrakt z federacją All Elite Wrestling.

## Wczesne życie
Bevis urodziła i wychowała się w Norwich. Jest córką wrestlerów Iana Bevisa i Julii Hamer-Bevis. Jej matka, nie wiedząc, że spodziewa się dziecka, walczyła w ringu aż do siódmego miesiąca ciąży. Jako dziecko Bevis stroniła od wrestlingu, wiedząc o kontuzjach członków jej rodziny. Zamierzała zostać zoologiem. Pierwsze kroki w ringu stawiała pod kierownictwem starszych braci w szkółce wrestlingu należącej do jej ojca. Pracowała w barze rodziców jako barmanka. Ukończyła naukę w Hewett School w Norwich.

## Kariera profesjonalnej wrestlerki

### Europejskie federacje niezależne (2005–2011)

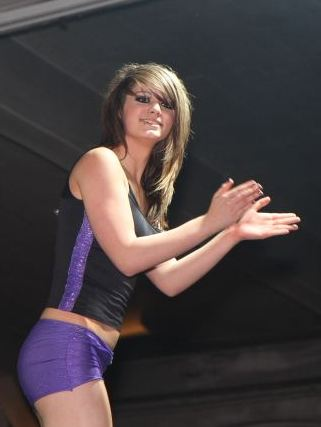
Knight w listopadzie 2010

Bevis zadebiutowała w 2005 roku, mając zaledwie 13 lat. Jej ojciec poprosił ją, by zastąpiła w walce nieobecną na evencie wrestlerkę. Najwcześniejszym nagraniem jej walki jest Triple Threat Tag Team match z kwietnia 2006 roku, w którym wzięła udział jako Britani Knight, w tag-teamie wraz z matką (Sweet Saraya). Knight utworzyła tag-team Norfolk Dolls wraz z Melodi; wspólnie walczyły w kilku brytyjskich federacjach. Norfolk Dolls zdobyły World Association of Women's Wrestling (WAWW) Tag Team Championship w czerwcu 2007.
W wieku 14 lat Knight otrzymała szansę walczenia w wielu krajach europejskich oraz w Stanach Zjednoczonych; podróżowała zupełnie sama. W 2007 roku w Szkocji brała udział w turnieju o World Wide Wrestling League (W3L) Women's Title, jednak przegrała walkę finałową z Sarą. W grudniu brała też udział w turnieju o WAWW British Championship, lecz przegrała z Jettą w finale. W 2008 wyzwała obie Sarę i Jettę, lecz nie udało jej się wygrać żadnego z tytułów.
W sierpniu 2009 pokonała swoją matkę, Sweet Sarayę, w 2 Out Of 3 Falls matchu o zwakowany Herts and Essex (HEW) Women's Championship. W tym samym miesiącu ponownie pokonała Sarayę i zdobyła WAWW British Championship. W listopadzie 2009 wygrała też Real Deal Wrestling (RDW) Women's Title, a w grudniu RQW Women's Championship. 17 lipca 2010 Knight utraciła HEW Women's Championship na rzecz swojej matki.
22 stycznia 2011 zdobyła German Stampede Wrestling Ladies' Title. Brała udział w pierwszym evencie federacji Turkish Power Wrestling. 11 marca odzyskała HEW Women's Championship. W kwietniu wygrała turniej o Pro-Wrestling: EVE Championship, zdobyła też pas SCW Ladies Title. W 2011 stała się też WAWW Hardcore Championem.
4 czerwca 2011 utraciła Pro-Wrestling: EVE Championship na rzecz Jenny Sjödin, a 26 czerwca nie zdołała obronić SCW Ladies Title w Fatal 4-Way matchu. 12 listopada zwakowała HEW Women's Championship, a 19 listopada utraciła WAWW British Championship i zawiesiła RQW Women's Championship.

### Shimmer Women Athletes (2011)
26 marca 2011, na tapingach Volume 37, Knight zadebiutowała w amerykańskiej federacji Shimmer Women Athletes, tworząc tag-team Knight Dynasty wraz z matką. Knight Dynasty, z managerką Rebeccą Knox, pokonały Nikki Roxx i Ariel. Na Volume 38 zawalczyły z Seven Star Sisters o Shimmer Tag Team Championship, lecz nie udało im się zdobyć tytułów.
W październiku 2011 przegrały kolejną walkę o Tag Team Championship. Saraya odmówiła Britani pomocy podczas walki, a po zakończeniu starcia nakrzyczała na nią. Na Volume 43 Saraya spoliczkowała Britani, co doprowadziło do brawlu między zawodniczkami. Britani wyzwała na pojedynek, a następnie pokonała Sarayę w No DQ matchu na Volume 44.

### WWE

#### Florida Championship Wrestling (2011–2012)
We wrześniu 2011 roku Bevis podpisała kontrakt z WWE i została przydzielona do ówczesnej rozwojówki federacji – Florida Championship Wrestling (FCW). Zadebiutowała 5 stycznia 2012, pod pseudonimem ringowym Saraya. Jej pseudonim zmieniono na Paige 27 lutego, w dniu jej telewizyjnego debiutu w FCW TV. W marcu połączyła siły z Sofią Cortez, tworząc tag-team "Anti-Diva Army". Pierwszą walką Paige w FCW TV było starcie drużynowe, w którym wraz z Cortez przegrały z Audrey Marie i Kaitlyn. 27 maja Paige zmierzyła się z mistrzynią FCW, Raquel Diaz; przegrała pojedynek przez dyskwalifikację. Rozpoczęła rywalizację z Audrey Marie. 10 czerwca Cortez doprowadziła do przegranej Paige w walce z Marie, czym rozwiązała Anti-Diva Army. 15 lipca, na ostatnim odcinku FCW TV, Marie pokonała Paige w No Disqualification matchu.

#### NXT (2012–2014)

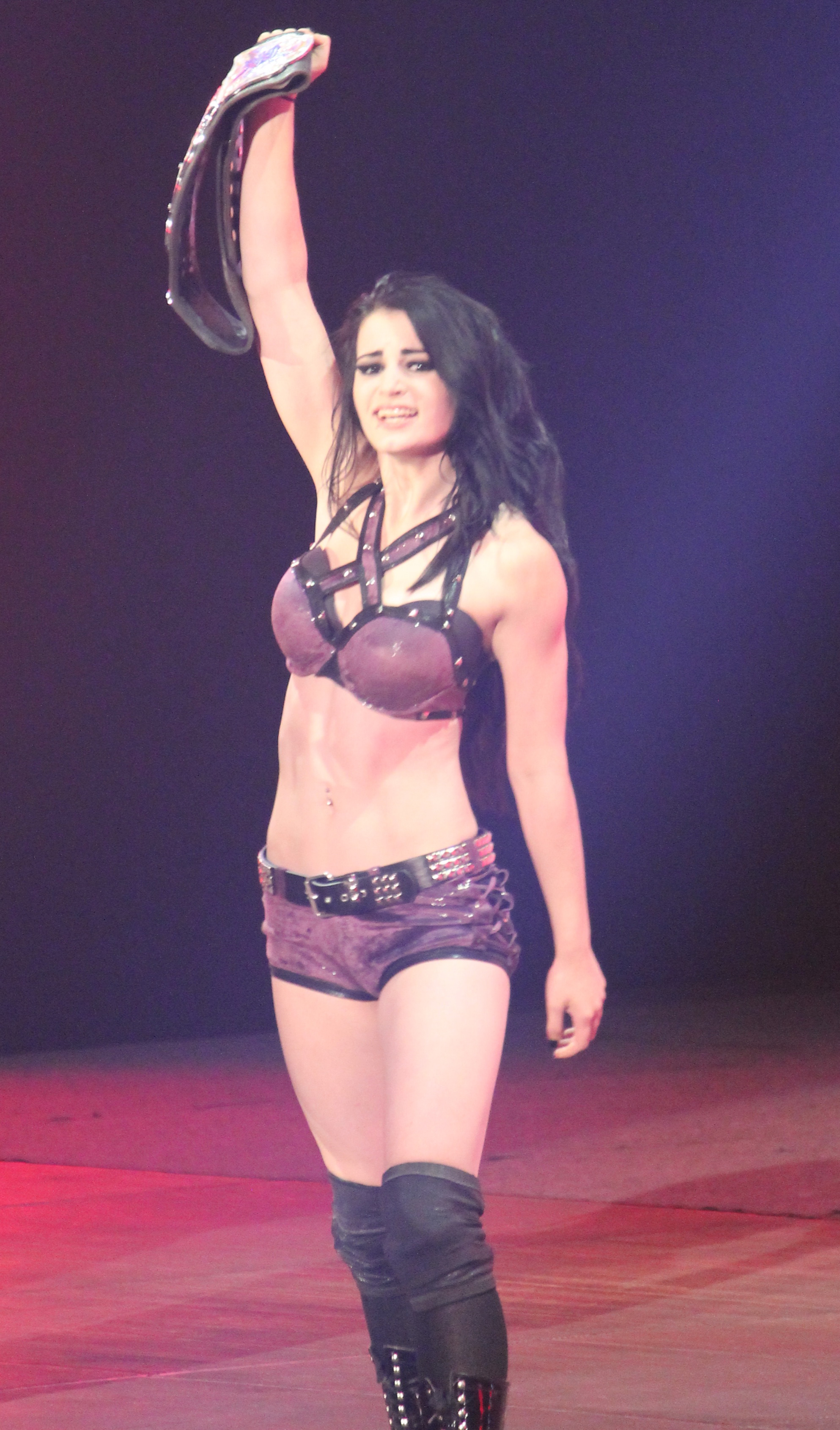
Paige tuż po zdobyciu Divas Championship w kwietniu 2014

Paige zadebiutowała na trzecim odcinku NXT, po tym, jak FCW zostało zamienione w NXT Wrestling. Zyskała poparcie fanów i rozpoczęła serię zwycięstw. 30 stycznia 2013 została zaatakowana przez zazdrosną o jej sukcesy Summer Rae. 13 lutego, podczas brawlu z Rae odniosła kontuzję barku. W czerwcu wzięła udział w turnieju o NXT Women's Championship; w finale pokonała Emmę i stała się pierwszą w historii mistrzynią NXT. Obroniła mistrzostwo w walkach przeciwko Summer Rae, Natalyi i Emmie (na NXT Arrival). 24 kwietnia, po 274 dniach panowania, zwakowała tytuł. Powodem tej decyzji było przeniesienie Paige do głównego rosteru i zdobycie przez nią WWE Divas Championship.

#### Mistrzyni Div (2014)
Paige zadebiutowała w głównym rosterze WWE 7 kwietnia 2014 na Raw, dzień po WrestleManii XXX. Pogratulowała obrony tytułu mistrzyni Div, AJ Lee, ta jednak spoliczkowała Paige. Spowodowało to natychmiastowe rozpoczęcie starcia o mistrzostwo, które wygrała Paige, jednocześnie stając się najmłodszą posiadaczką Divas Championship w historii (miała wówczas 21 lat). Na gali Extreme Rules obroniła tytuł w walce z Taminą. Pierwszą przegraną w głównym rosterze odnotowała 19 maja, przeciwko Alicii Fox, w non-title matchu. Wydarzenie to doprowadziło do walki o tytuł na gali Payback, którą wygrała Paige. W czerwcu rozpoczęła rywalizacje z Cameron i Naomi; pokonała je obie w walkach o tytuł mistrzowski.
30 czerwca, na Raw tuż po Money in the Bank, powracająca AJ Lee pokonała Paige w walce o tytuł mistrzowski. Początkowo Paige nie chciała walczyć z Lee, jednak zgodziła się na starcie za namową publiczności. Po utracie pasa udawała najlepszą przyjaciółkę Lee. Przegrała walkę rewanżową o tytuł na gali Battleground. 21 lipca Paige i AJ wygrały walkę drużynową; po starciu Paige zaatakowała Lee, przechodząc heel turn. 17 sierpnia na SummerSlam pokonała AJ Lee w walce o Divas Championship, zdobywając tytuł po raz drugi. Miesiąc później, na Night of Champions ponownie utraciła pas na rzecz Lee. Brała też udział w 4-on-4 Elimination Tag Team matchu na Survivor Series, była ostatnią wyeliminowaną osobą z jej drużyny.

#### Team PCB, różne rywalizacje (2015–2016)

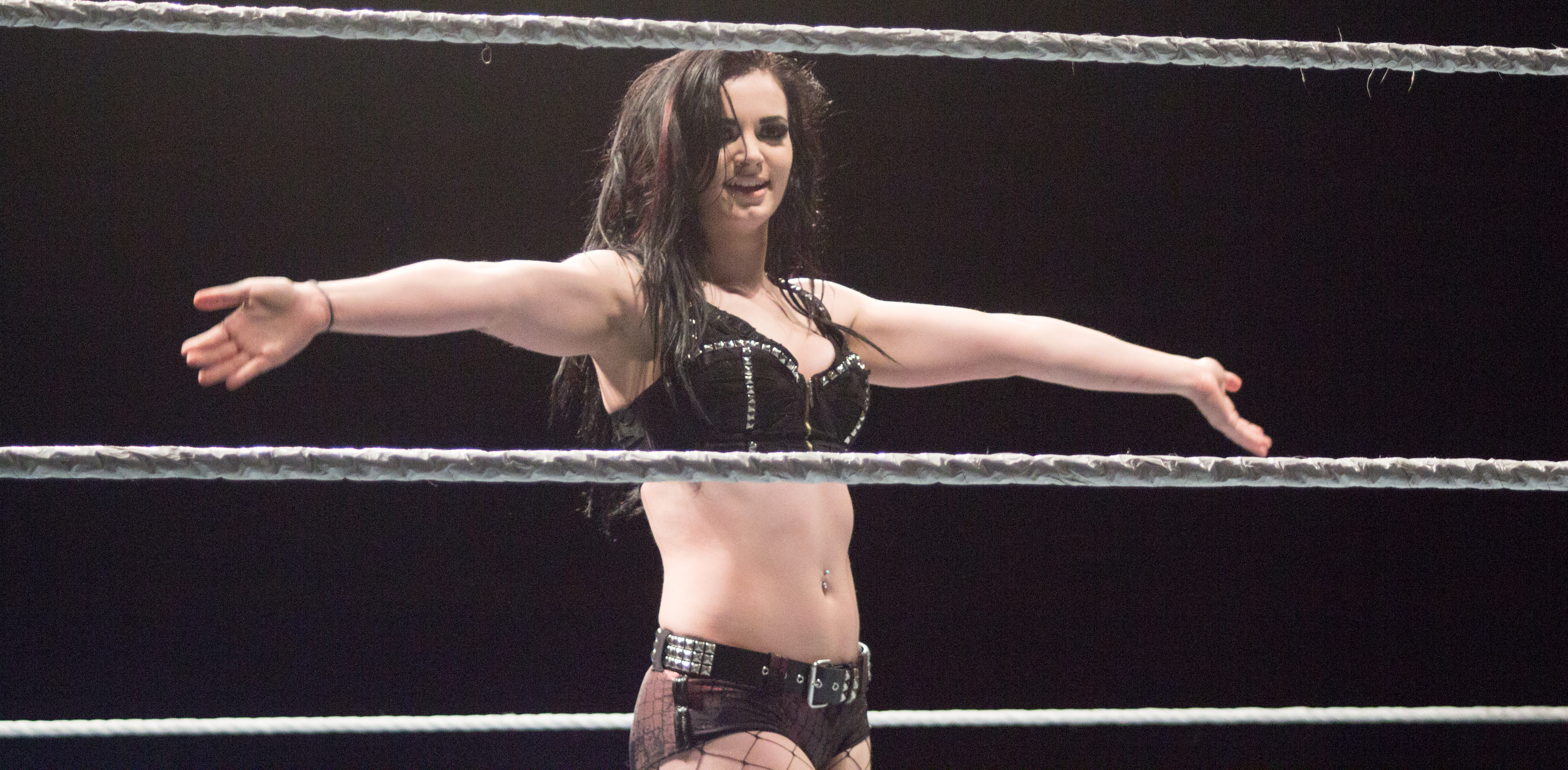
Paige podczas house showu w kwietniu 2015

5 stycznia 2015 przeszła face turn, po tym, jak uratowała Natalyę przed atakiem ze strony Nikki Belli. Paige i Natalya przegrały z bliźniaczkami Bella w walce drużynowej na gali Royal Rumble. Paige nie udało się wygrać pojedynku z Nikki Bellą o Divas Championship ani na gali Fastlane, ani 2 marca na Raw. Siostry Bella próbowały zaatakować Paige po walce, jednak odpędziła je powracająca AJ Lee. Doprowadziło to do walki tag-teamowej pomiędzy The Bella Twins a Paige i AJ Lee na WrestleManii 31; Paige i Lee zdołały wygrać to starcie. 13 kwietnia Paige wygrała Battle Royal o miano pretendenckie do tytułu Nikki Belli. W wyniku ataku ze strony Naomi została kontuzjowana, przez co nie mogła wziąć udziału w walce o Divas Championship. Do ringu powróciła 18 maja, powstrzymując Naomi i Taminę przed atakiem na Nikki, po czym sama ją zaatakowała. Na gali Elimination Chamber odbył się Triple Threat match pomiędzy Paige, Nikki Bellą i Naomi, lecz Paige nie zdołała go wygrać. Nie udało jej się wygrać również walki z Bellą na gali Money in the Bank oraz Triple Threat matchu o mistrzostwo na evencie The Beast in the East.
13 lipca na Raw, Stephanie McMahon zarządziła "rewolucję" w dywizji Div. Paige połączyła siły z debiutującymi Charlotte i Becky Lynch. Drużyna złożona z trzech Div została nazwana "Submission Sorority", lecz wkrótce jej nazwę zmieniono na "Team PCB" (od inicjałów każdej z Div). Team PCB wygrało starcie z Team B.A.D. (Sasha Banks, Naomi i Tamina) oraz Team Bella (Alicia Fox, Brie i Nikki Bella) w Triple Threat Elimination Tag Team matchu na gali SummerSlam. 31 sierpnia wszystkie członkinie Team PCB uczestniczyły w Divas Beat The Clock Challenge'u. Zwyciężczyni wyzwania – Charlotte – otrzymała miano pretendenckie do Divas Championship, a wkrótce później stała się mistrzynią. Paige tymczasem rywalizowała z Sashą Banks; pokonała ją dwukrotnie.
21 września, dzień po zdobyciu Divas Championship przez Charlotte, Paige wygłosiła promo, w którym skrytykowała swoje koleżanki z drużyny i resztę dywizji Div. W październiku próbowała odnowić relacje z Charlotte i Becky Lynch tylko po to, by zaatakować je i tym samym przejść heel turn. W listopadzie zdobyła miano pretendentki do mistrzostwa Div. Trzykrotnie próbowała zdobyć pas mistrzowski: na Survivor Series, dzień później na Raw oraz na gali TLC; nie udało jej się wygrać żadnego z tych starć.
Po zakończeniu rywalizacji z Charlotte zrobiła sobie przerwę od akcji w ringu, głównie z powodu doznanego wcześniej wstrząśnienia mózgu. Powróciła jako face, 18 stycznia 2016. Na WrestleManii 32 wzięła udział w 5-on-5 Tag Team matchu; jej drużyna, składająca się z obsady Total Divas, zdołała wygrać starcie. Po dwukrotnym pokonaniu mistrzyni kobiet Charlotte, otrzymała szansę walki o pas mistrzowski. Nie udało jej się pokonać Charlotte, a po walce została zaatakowana przez mistrzynię i Danę Brooke. Powracająca Sasha Banks pomogła Paige odeprzeć atak. Wydarzenie to doprowadziło do starcia drużynowego, z którego Paige i Banks wyszły zwycięsko.

#### Przerwa i zawieszenie (od 2016)
W lipcu, w wyniku WWE Draftu, Paige stała się członkinią brandu Raw. 3 sierpnia, matka Paige ogłosiła na Twitterze, że córka potrzebuje przerwy od występów ze względu na kontuzję. 17 sierpnia, Paige została zawieszona na 30 dni z powodu pierwszego naruszenia przepisów antydopingowych federacji. We wrześniu wrestlerka poinformowała, że będzie przechodzić operację kontuzjowanego karku i jej przerwa potrwa nieznaną ilość czasu. 10 października została po raz drugi zawieszona za naruszenie przepisów antydopingowych, tym razem na 60 dni.

## Filmografia

### Filmy
| Rok  | Tytuł                                         | Rola    | Notki  |
| ---- | --------------------------------------------- | ------- | ------ |
| 2015 | Santa's Little Helper                         | Eleanor | [ 76 ] |
| 2016 | Scooby-Doo! And WWE: Curse of the Speed Demon |         | Głos   |
| 2017 | Surf's Up 2: WaveMania                        |         | Głos   |

### Telewizja
| Rok     | Tytuł                                  | Rola                     | Notki                               |
| ------- | -------------------------------------- | ------------------------ | ----------------------------------- |
| 2012    | The Wrestlers: Fighting With My Family | Ona sama                 | Film dokumentalny                   |
| 2015    | WWE Tough Enough                       | Ona sama/jedna z jurorów | Sezon 6                             |
| od 2015 | Total Divas                            | Ona sama                 | Główna obsada (od trzeciego sezonu) |
| 2016    | Niemożliwe!                            | Ona sama                 | Sezon 7, odcinek 12                 |

## Życie osobiste
Bevis jest członkinią wrestlerskiej rodziny. Jej rodzice, Julia Hamer-Bevis i Ian Bevis oraz starsi bracia Roy i Zak również są wrestlerami. Rodzina prowadzi federację World Association of Wrestling (WAW) w Norwich. Jej matka prowadzi też federację Bellatrix Female Warriors. Ulubionymi wrestlerami Bevis są Bull Nakano, Rikishi, Stone Cold Steve Austin i wrestlerki Alundra Blayze i Lita.
Bevis cierpi na skoliozę. Nie wiedziała o chorobie aż do czasu podpisania kontraktu z WWE.
W reality show Total Divas wyznała, że kiedyś spotykała się z innymi kobietami. Spotykała się z wokalistą zespołu Emarosa – Bradleyem Waldenem – oraz gitarzystą A Day to Remember – Kevinem Skaffem. Jej związek ze Skaffem zakończył się w lutym 2016 roku. W latach 2016–2017 spotykała się z wrestlerem WWE Albertem Del Rio.
W Total Divas wyjawiła też, że w wieku 18 lat zaszła w ciążę, lecz poroniła.

## Ruchy używane we wrestlingu
- Finishery
  - Paige–Turner (Swinging leg hook fireman's carry slam) – 2012–2014
  - PTO — Paige Tapout (Inverted sharpshooter z double chickenwingiem)
  - Ram–Paige (NXT) (Cloverleaf) – 2012–2013
  - Ram–Paige (WWE)/Knight Light (federacje niezależne) (Cradle DDT)
- Inne ruchy
  - Jako Paige:
    - Fisherman suplex
    - Hair-pull toss
    - Headbutt
    - Side kick

  - Jako Britani Knight
    - Knight Rider (Leg trap sunset flip powerbomb)
    - Stan Lane
    - Tarantula
- Menedżerowie
  - Rebecca Knox
- Wrestlerzy, których była managerką
  - Rick Victor
- Przydomki
  - "Miss Hell in Boots"
  - "The Anti-Diva"
  - "The Diva of Tomorrow"
  - "The Mysterious Raven-Haired Lady"
- Motywy muzyczne
  - "Faint" od Linkin Park (Shimmer)
  - "Smashed in the Face" od George'a Gabriela (FCW/NXT; 2012 – 2014)
  - "Stars in the Night" od CFO$ (NXT/WWE; od 2014)

## Mistrzostwa i osiągnięcia
- German Stampede Wrestling
  - GSW Ladies Championship (1 raz)[84]
- Herts & Essex Wrestling
  - HEW Women’s Championship (2 razy)[84]
- Premier Wrestling Federation
  - PWF Ladies Tag Team Championship (1 raz) – ze Sweet Sarayą[84]
- Pro-Wrestling: EVE
  - Pro-Wrestling: EVE Championship (1 raz)[84]
- Pro Wrestling Illustrated
  - 12 miejsce z 50 najlepszych wrestlerek w 2013
- Real Deal Wrestling
  - RDW Women’s Championship (1 raz)[84]
- Real Quality Wrestling
  - RQW Women’s Championship (1 raz)[84]
- Swiss Championship Wrestling
  - SCW Ladies Championship (1 raz)[84]
- World Association of Women’s Wrestling
  - WAWW British Tag Team Championship (1 raz) – z Melodi[84]
  - WAWW Ladies Hardcore Championship (1 raz)[15]
- World Association of Wrestling
  - WAW British Ladies Championship (1 raz)[84]
- WWE NXT
  - NXT Women’s Championship (1 raz)[84]
  - NXT Women’s Championship Tournament (2013)
- WWE
  - WWE Divas Championship (2 razy)[84]